# Cernook, Varna
Cernook (în bulgară Черноок) este un sat în comuna Provadia, regiunea Varna,  Bulgaria. 

## Demografie
Componența etnică a satului Cernook
     Bulgari (16,79%)
     Turci (82,83%)
     Nicio identificare (0,37%)
     Altele (0%)
La recensământul din 2011, populația satului Cernook era de 268 locuitori. Din punct de vedere etnic, majoritatea locuitorilor (82,83%) erau turci, cu o minoritate de bulgari (16,79%). Pentru 0,37% din locuitori nu este cunoscută apartenența etnică.